# Massimo Andrei
Massimo Andrei (Napoli, 6 maggio 1967) è un attore e regista italiano.

## Biografia
Laureato in Lettere Classiche presso l’Università Federico II di Napoli, fin da giovanissimo comincia come attore in teatro con Ernesto Calindri ed è diretto dai registi Giancarlo Cobelli, Antonio Calenda, Eugenio Barba. 
In numerose produzioni è al fianco di attori della tradizione napoletana come Carlo Giuffré e per cinque stagioni è sul palcoscenico e al cinema con Vincenzo Salemme e la sua compagnia. È protagonista di testi di Annibale Ruccello e Manlio Santanelli per la regia di Pier Paolo Sepe.
Ha scritto per il teatro e ha diretto Lunetta Savino in Tina fai presto, non devi sognare, dramma grottesco sulla famiglia moderna; Mareamarè testo con musiche per Peppe Barra, Pappadà, i molti colori e i molti dolori dell'immigrazione, e Prima jurnata, opera comica ispirata alla vita e i cunti di Giambattista Basile.
È autore radiofonico (Due di notte, Rai Radio Due) e televisivo (Chiambretti c'è). Oltre a un documentario su personaggi storici per la televisione scrive e dirige spot pubblicitari con Gigi d'Alessio e Alessandro Siani.
Ha pubblicato per Tullio Pironti Editore, Le vecchie vergini, una favola oscena ambientata in una Napoli immaginaria e per il cinema oltre a Figlio mio, ha scritto e diretto Mater Natura, prodotto da Kubla Khan, sua opera prima, con il quale vince il premio della Settimana Internazionale della Critica, il Premio del pubblico, Premio ISVEMA e Premio FEDIC alla  62ª Mostra del Cinema di Venezia.

## Filmografia

### Attore

#### Cinema
- Per tutto il tempo che ci resta, regia di Vincenzo Terracciano (1998)
- Amore a prima vista, regia di Vincenzo Salemme (1999)
- I mostri oggi, regia di Enrico Oldoini (2009)
- Nauta, regia di Guido Pappada (2010)
- A Napoli non piove mai, regia di Sergio Assisi (2015)
- Vieni a vivere a Napoli, regia di Edoardo De Angelis (2017)

#### Televisione
- Il commissario Manara, regia di Davide Marengo e Luca Ribuoli - serie TV (2009-2011)
- L'arte della gioia, regia di Valeria Golino e Nicolangelo Gelormini – miniserie TV, 4 puntate (2024)

### Regista e sceneggiatore
- Mater Natura (2005)
- Benur - Un gladiatore in affitto (2013)

### Sceneggiatore
- Nauta, regia di Guido Pappada (2010)